# Deutsche Eishockey Liga 1998/1999
Sezóna 1998/1999 byla 51. sezonou Německé ligy ledního hokeje. Vítězem se stal tým Adler Mannheim.

## Konečná tabulka základní části
| Poř. | Tým                     | Z  | V  | VP | PP | P  | VG  | OG  | B   |
| ---- | ----------------------- | -- | -- | -- | -- | -- | --- | --- | --- |
| 1.   | Nürnberg Ice Tigers     | 52 | 30 | 7  | 2  | 15 | 199 | 142 | 106 |
| 2.   | Eisbären Berlín         | 52 | 26 | 4  | 5  | 17 | 210 | 163 | 91  |
| 3.   | Adler Mannheim (M)      | 52 | 24 | 5  | 7  | 16 | 208 | 182 | 89  |
| 4.   | Frankfurt Lions         | 52 | 25 | 5  | 4  | 18 | 184 | 168 | 89  |
| 5.   | Kölner Haie             | 52 | 21 | 9  | 7  | 15 | 182 | 159 | 88  |
| 6.   | EV Landshut             | 52 | 21 | 8  | 9  | 14 | 163 | 140 | 88  |
| 7.   | Krefeld Pinguine        | 52 | 23 | 7  | 4  | 18 | 183 | 159 | 87  |
| 8.   | Augsburger Panther      | 52 | 22 | 8  | 3  | 19 | 175 | 166 | 85  |
| 9.   | Kassel Huskies          | 52 | 24 | 4  | 4  | 20 | 165 | 145 | 84  |
| 10.  | Schwenninger Wild Wings | 52 | 19 | 4  | 7  | 22 | 195 | 217 | 72  |
| 11.  | Hannover Scorpions      | 52 | 18 | 3  | 6  | 25 | 175 | 195 | 66  |
| 12.  | Starbulls Rosenheim     | 52 | 15 | 6  | 5  | 26 | 169 | 213 | 62  |
| 13.  | Berlin Capitals         | 52 | 12 | 4  | 8  | 28 | 146 | 205 | 52  |
| 14.  | Revierlöwen Oberhausen  | 52 | 10 | 0  | 3  | 39 | 148 | 254 | 33  |

| Vysvětlivka               |
| ------------------------- |
| Postup do play-off        |
| Konec sezóny pro daný tým |

## Play off

### Čtvrtfinále
|                     |   |                    | Serie | 1   | 2      | 3      | 4      | 5      |
| ------------------- | - | ------------------ | ----- | --- | ------ | ------ | ------ | ------ |
| Nürnberg Ice Tigers | – | Augsburger Panther | 3:2   | 5:4 | 5:6 pp | 5:1    | 1:2 pp | 2:1    |
| Eisbären Berlin     | – | Krefeld Pinguine   | 3:1   | 3:2 | 2:4    | 5:4 pp | 6:5 pp | –      |
| Adler Mannheim      | – | EV Landshut        | 3:0   | 2:0 | 5:3    | 5:2    | –      | –      |
| Frankfurt Lions     | – | Kölner Haie        | 3:2   | 5:4 | 1:2    | 5:2    | 2:3 pp | 4:3 pp |

### Semifinále
|                     |   |                 | Serie | 1   | 2   | 3      | 4   | 5 |
| ------------------- | - | --------------- | ----- | --- | --- | ------ | --- | - |
| Nürnberg Ice Tigers | – | Frankfurt Lions | 3:0   | 5:1 | 3:2 | 2:1    | –   | – |
| Eisbären Berlin     | – | Adler Mannheim  | 1:3   | 2:4 | 0:6 | 2:1 pp | 3:9 | – |

### Finále
|                     |   |                | Serie | 1      | 2   | 3   | 4   | 5   |
| ------------------- | - | -------------- | ----- | ------ | --- | --- | --- | --- |
| Nürnberg Ice Tigers | – | Adler Mannheim | 2:3   | 2:1 pp | 1:5 | 3:2 | 3:4 | 2:3 |